# إي آي جي
إي آي جي كيبل بوابة أوروبا الهند (بالإنجليزية: Europe India Gateway أو EIG Cable)‏ هو كابل اتصالات بحري مكون من الألياف البصرية، يمتد من المملكة المتحدة، والبرتغال، وجبل طارق، وموناكو، وليبيا، ومصر، والسعودية، وجيبوتي، وسلطنة عمان، والإمارات العربية المتحدة، والهند .
يصل طول الكابل إلى حوالي 15,000 كيلومتر ويبلغ عرض نطاق الكيبل 3.840 تيرابت أي ما يعادل 3,932,160 غيغابت.

## التكلفة
تكلفته 700 مليون دولار.

## وصلات خارجية
- https://www.europeindiagateway.com/LoginPage.do